# 郑州高新技术产业开发区
郑州高新技术产业开发区是郑州市西北部一个以高科技产业为主导的开发区。1991年国务院批准成为国家级高新技术产业开发区。

## 地理位置
郑州高新技术产业开发区位于郑州市西北部，南临西流湖，北接邙山，东与环城快速路相联，西四环穿区而过，距郑州市中心约12公里，南距310国道2公里，北邻连霍高速公路，距郑州新郑机场30公里。

## 历史
1988年建区。1991年国务院批准为国家级高新技术产业开发区。1998年，加入世界科技园区协会。2000年正式加入国际科技园区协会成为全权会员。2002年通过了环境管理体系ISO14001认证。2009年3月，与天津高新区、广州高新区和苏州高新区一起，成为首批启动国家创新型科技园区建设的高新区。

## 行政区划
郑州高新技术产业开发区代管石佛街道、沟赵乡、枫杨办事处、梧桐办事处、双桥办事处。

## 主导产业
五大主导产业：电子信息、新材料、生物医药、光机电一体化、新能源产业。形成了电子信息、软件服务外包、网络安全、新能源、仪器仪表、生物制药、超硬材料等七大特色产业集群。

## 入驻企业

### 生物医药[2]
河南农科院粮作所科技有限公司、河南黄河屯玉种业有限公司、河南滑丰种业科技有限公司、河南东亚种业有限公司、河南天存种业科技有限公司、河南省太行玉米种业有限公司、河南豫玉种业有限公司、郑州环科药业有限公司、郑州海星邦和生物制药有限公司、河南竹林众生制药股份有限公司、河南仲景保健药业有限公司、河南天存种业有限公司、河南奥瑞金棉业科技发展有限公司、河南普新生物工程有限公司。

### 新材料[3]
郑州磨料磨具磨削研究所、郑州新亚复合超硬材料有限公司、富耐克超硬材料股份有限公司、郑州华晶金刚石股份有限公司、郑州市美祥特种合金开发有限责任公司、郑州源鸿新材料科技有限公司、郑州市东辉钻石工业有限公司、郑州旭日磨具技术开发有限公司、郑州锐力超硬材料有限公司、郑州银硅机械涂装有限公司、郑州思锐研磨材料有限公司、郑州盛力超硬材料有限公司、河南省耕生高温材料有限公司、郑州中原应用技术开发有限公司、郑州华硕精密陶瓷有限公司、河南远发金刚石有限公司、河南明晟新材料科技有限公司。

### 光机电[4]
河南思达高科股份有限公司、新天科技股份有限公司、郑州威科姆电子科技有限公司、郑州市光力科技发展有限公司、郑州佛光发电设备有限公司、河南星光汽车锁有限公司、郑州金烨科技发展有限公司、郑州万特电子技术有限公司、汉威电子、格力电器、河南省日立信股份有限公司、河南新中基交通科技发展有限公司、郑州乐彩科技股份有限公司、郑州光力科技发展有限公司。

### 中部软件园[5]
-{zh-hans;zh-hant;|郑州盛道动漫有限公司

郑州大学计算机应用研究所

郑州华和得易信息技术发展有限公司

河南约克信息技术有限公司

河南金鲁班信息技术有限公司

郑州华冠动漫创意有限公司

河南西吉文化传播有限公司

郑州维度软件科技有限公司

河南省五阳软件开发有限公司

郑州同乐文化传播有限公司

郑州正方科技有限公司

郑州泰来信息科技有限公司

郑州安卓尔软件有限公司

郑州诺奥软件开发技术有限公司

郑州联睿科技有限公司

河南融华信息技术有限公司

郑州新益华医学科技有限公司

郑州双杰科技有限公司

郑州春泉暖通节能设备有限公司

郑州优德实业股份有限公司

郑州信安通信技术有限公司

河南宇通信息有限公司

郑州鼎辉信息科技有限公司

郑州华骏技术有限公司

郑州水业科技发展股份有限公司

郑州天海科技有限公司

郑州大学计算机应用研究所

郑州正信科技发展有限公司

郑州云飞扬信息技术有限公司

河南省新星科技有限公司

河南省日立信股份有限公司

郑州众德实业有限公司

郑州璇玑玉衡文化艺术有限公司

河南长城影视文化有限公司

河南麦草动漫科技有限公司

郑州市风华软件有限公司

郑州爱普网络技术有限公司

郑州欧丽信大电子信息有限公司

郑州金惠计算机系统工程有限公司}-（因参与开发网络信息过滤软件绿坝而广受网民非议）

-{zh-hans;zh-hant;|郑州捷安网络科技开发有限公司

郑州天威自动化设备有限公司

河南思维自动化设备有限公司

商讯信息技术有限公司

郑州众易软件开发有限公司

郑州盛道动漫有限公司

河南八灵电子科技有限公司

郑州大溪地动漫有限公司

河南影子动画设计有限公司

河南摩多文化传媒有限公司

郑州壹卡通动漫科技有限公司

郑州小樱桃卡通艺术有限公司

郑州漂亮宝贝美饰有限公司

郑州谷晶创艺动漫有限公司

郑州大乘计算机技术有限公司

郑州众易软件开发有限公司

河南盾牌生物科技有限公司

河南平民生物工程有限公司

河南迪姆生物科技有限公司

河南威尔克姆信息技术有限公司

河南依思特科技有限公司

河南中机华远机械工程有限公司

郑州博远万顺信息科技有限公司

河南省海奥通新能源科技有限公司

郑州威诺电子有限公司

郑州国测电气有限公司

郑州一鸣电子产品有限公司

河南郎坤软件技术有限公司

郑州天海新汽车电子有限公司

郑州普华软件技术有限公司

河南辉煌科技股份有限公司

河南汉威电子股份有限公司

郑州信大捷安信息技术有限公司

郑州信源信息技术股份有限公司

郑州新开普电子股份有限公司

河南思维自动化设备有限公司

郑州威科姆科技股份有限公司

郑州货通达科技有限公司

河南海尔众诚电脑公司

郑州金邦电子科技有限公司

郑州圣科特科技有限公司

河南明东蓝海软件有限公司

郑州闪闪红星动画有限公司

郑州日信电子有限责任公司

郑州纬地信息技术有限公司

郑州大羿计算机科技发展有限公司

郑州信源信息系统有限公司

河南省863软件孵化器有限公司

郑州威科姆电子科技有限公司

郑州汉码科技有限公司

河南省数字证书认证中心

河南思达软件工程有限公司

河南雪城科技股份有限公司

河南开祥科技发展股份有限公司

郑州巨为电子科技有限公司

郑州市金证科技有限公司

郑州华粮科技股份有限公司

华方软件技术有限公司}-

### 大学科技园[6]
河南理工大学科技园发展有限公司，郑州国钧电子技术有限公司，河南中普麦业科技有限公司，德致堂（河南）生物工程有限公司，郑州大学计算机应用研究所，河南省现代电气工程有限公司，河南智盛科技实业有限公司，郑州凯山生化工程有限公司，河南农大迅捷测试技术有限公司，河南卡斯通科技有限公司，郑州大学新药物研究所。

## 产业园区
建成的园区有：河南省国家大学科技园西区、河南省国家大学科技园东区、国家863中部软件园、新材料产业园、生物医药产业园、光机电产业园、河南省电子商务产业园、中原广告产业园、电子电器产业园；

正在建设的园区有：天健湖大数据产业园、生态创意园、固态照明产业园、光伏产业园等。

## 教育科研
园区内高等院校：郑州大学、中国人民解放军网络空间部队信息工程大学、河南工业大学、郑州轻工业大学
园区内研究院所：郑州机械研究所、中国郑州烟草研究院等、郑州磨料磨具磨削研究所。

## 经济数据
2010年，全区生产总值（GDP）完成103.5亿元，增长16.8%；地方财政一般预算收入完成9.2亿元，增长35.7%；规模以上工业增加值完成57.5亿元，增长21.5%；实现城镇固定资产投资98.2亿元，增长41.4%；利用域外资金43.6亿元，增长21.9%；实际利用外资11548万美元，增长39.1%；实现出口创汇25856万美元，增长46.9％；万元GDP能耗下降1.2%。实现产业集聚区营业收入480亿元，增长30％。
2023年，全年GDP实现564.6亿元，增速7.5%；规上工业增加值完成173.3亿元，增速13.2%；固定资产投资完成267.6亿元，增速2.5%；社会消费品零售总额完成206.3亿元，增速11.3%；一般公共预算收入63.3亿元，同比增长5.4%。

## 资料来源
1. ↑  .   [2025-03-19]. （原始内容存档于2016年11月17日）.
2. ↑  .   [2025-03-19]. （原始内容存档于2009-07-27）.
3. ↑  .   [2025-03-19]. （原始内容存档于2010-11-21）.
4. ↑  .   [2025-03-19]. （原始内容存档于2010-08-30）.
5. ↑  .   [2025-03-19]. （原始内容存档于2011-09-17）.
6. ↑  .   [2025-03-19]. （原始内容存档于2010-02-02）.
7. ↑  郑州高新技术产业开发区管委会办公室. . 2011-02-14  [2025-03-19]. （原始内容存档于2016年3月11日）.
8. ↑  . 郑州高新技术产业开发区管理委员会. 2024-02-22.